# Aa fiebrigii
Lan a Fiebrig (danh pháp hai phần: Aa fiebrigii) là một loài thực vật có hoa trong họ Lan (Orchidaceae). Loài này được (Schltr.) Schltr. miêu tả khoa học đầu tiên năm 1912.